# اعتماد نفسي
الاعتماد النفسي (ملاحظة 1) هو الدخول في حالة تتضمن ظهور أعراض تنسحب على مراكز اتخاذ القرار العاطفية التحفيزية مثل القلق وانعدام التلذذ وذلك نتيجةً للتوقف عن تعاطي عقار أو التوقف عن ممارسة سلوك معين.
ينتج الاعتماد النفسي عن عمليات فيزيولوجية تتضمن حدوث تكيف عصبي مع عمليات التغير في نشاط النواقل العصبية أو تغير في أسلوب استقبال تلك النواقل.
يمكن التخفيف من الأعراض بعمليات الإثراء البيئي والنشاط البدني.

## الأعراض
من أعراض الاعتماد النفسي:
- قلق
- الرغبة الشديدة
- نوبة هلع
- انزعاج
- انعدام التلذذ
- توق شديد
- توتر[1]